# L'Honneur du corsaire
L'Honneur du corsaire è un cortometraggio muto del 1908 diretto da Victorin-Hippolyte Jasset.

## Produzione
Il film fu prodotto dalla Société Française des Films Éclair.

## Distribuzione
Distribuito dalla Film Import and Trading Company , il film uscì nelle sale cinematografiche USA il 15 luglio 1908.